# Lòura
Lauran (en francès Laure-Minervois) és un municipi de França de la regió d'Occitània, al departament de l'Aude